# Osiedle Topolowa (Siedlce)
Os. Topolowa – osiedle w Siedlcach, leży we wschodniej części miasta. Osiedle zajmuje obszar ok. 8 ha i w całości zabudowane jest domami jednorodzinnymi.

## Położenie
Osiedle znajduje się pomiędzy ulicami:
- Janowska (od północy i zachodu),
- Starowiejską (od południa).

Osiedle graniczy z:
- Południową Dzielnicą Przemysłową (od południowego zachodu),
- dzielnicą Stara wieś (od północnego zachodu),
- z wsią Stok Lacki (od wschodu).

## Ważniejsze obiekty
- Miejskie Przedszkole nr 1